# 愛店口岸
愛店口岸是中華人民共和國廣西壯族自治區的一個陸路邊境口岸，位於崇左市寧明縣愛店鎮境內，並與越南諒山省祿平縣的峙馬口岸相接。該口岸在1957年以二類口岸等級對越開放，並於2015年正式升格至一類口岸以向外開放，從而促進中越兩國邊境地區的人員往來以及貿易和經濟發展。另一方面，愛店口岸的税費徵收、進出口貨物監管以及出入境旅客查驗等工作則由南寧海關下屬愛店海關負責。

## 位置和交通
愛店口岸位於中華人民共和國廣西壯族自治區崇左市寧明縣愛店鎮境內，距離寧明縣縣城、憑祥市友誼關口岸以及防城港市東興市分別為53公里、92公里和195公里。該口岸鄰近中越邊界第1223－1224號界標，並與越南諒山省祿平縣的峙馬口岸相接，而距離祿平縣、諒山市、下龍灣、海防市以及河內市則分別是17公里、34公里、177公里、230公里和195公里。
交通方面，愛店口岸只有兩條分別在2001年與2011年建成的三級柏油沿邊公路和寧明－愛店二級公路向外聯絡。2019年12月19日，水口－崇左－愛店高速公路崇左至愛店口岸段正式開工建設，預計落成啟用後將能讓愛店口岸接通全國高速公路網以及加強廣西與東南亞之間的互聯互通。

## 歷史
愛店口岸的前身為設於清朝光緒二十二年（1896年）的峙馬汛，是當時廣西省其中一個早期對汛口岸。而現代的愛店口岸則在1957年以二類口岸等級正式向越開放，後來因中越關係轉差而於1979年關閉，直到1991年兩國關係正常化後才透過《處理邊境事務臨時協定》的簽訂而恢復貿易往來，但尚未正式完全開放。
由於愛店口岸級別較低和基礎設施建設滯後，且交通不便與貿易經營方式較為單一，使該口岸難以順利發展。有見及此，各級人大代表多年來均在各級人大會議上提出議案，務求提升愛店口岸各項基礎建設和讓它盡快升格至一類口岸以加快邊境地區經濟發展。當中包括於2008年2月提出的《關於加大愛店口岸基礎設施建設力度的建議》，以及由藍鋒傑提出的《關於將廣西愛店公路口岸升格為國家一類口岸的建議》和《關於設立廣西「愛店—峙馬」跨國經濟合作區的建議》。
2009年11月18日，時任中華人民共和國外交部副部長武大偉和時任越南外交部副部長胡春山在中華人民共和國北京市簽署《中華人民共和國政府和越南社會主義共和國政府關於中越陸地邊境口岸及其管理制度的協定》，雙方同意愛店口岸與對方的峙馬口岸在條件具備時才會對外開放，而其開放時間以及通行方式將由外交途徑商定。約五年後時任中國共產黨廣西壯族自治區委員會書記與廣西壯族自治區人民代表大會常務委員會主任彭清華更曾於2014年8月19日前往愛店口岸調研，就口岸統籌規劃建設等相關事宜作出各項指示。
2015年1月12日，中華人民共和國國務院批覆國函[2015]7號文，同意愛店口岸升格至一類口岸並正式對外開放，其性質為雙邊性常年開放公路客貨運輸口岸。此後寧明縣人民政府加快口岸基建提升工作，包括投資4000萬元人民幣擴建旅客出入境聯檢大樓，以及耗資約8200萬元人民幣改造和新建檢驗檢疫實驗樓、申報中心大樓、驗貨場、邊檢崗亭、國門與口岸信息化查驗系統，並在2017年7月至翌年6月分別順利通過市級、自治區級、海關總署和國家級驗收與審查。
2018年9月10日，寧明縣舉行「中國愛店-越南峙馬雙邊性口岸正式開通儀式」，出席政要包括時任越南副總理王庭惠、越南外交部副部長黎懷忠、越南駐華大使鄧明魁以及時任中國共產黨廣西壯族自治區委員會副書記孫大偉。2019冠狀病毒病疫情於中國大陸爆發初期，崇左市曾經透過愛店口岸進口大批防疫物資，並同時建立綠色通道加速通關程序以緩解當時該市防疫物資供應緊張情況。另一方面，愛店口岸之後也在2021年5月通過由國家藥品監督管理局進行的評估審查，成為國家其中一個進口藥材邊境口岸。

## 過境貨物和統計
愛店口岸的出口貨物有中草藥、塑膠製品、紡織品、機電產品和日用品，而入口貨物則涵蓋魷魚、帶魚、香蕉片、木薯、茶葉、花生以及雜貨。根據2017年全年統計，該口岸合共處理33.05萬噸貨物，總值195億元人民幣，而跨境旅客和車輛數量則分別是29.8萬人次與4.5萬輛次；此外當地共有1100多人參與邊境互市貿易，每日貿易額為400萬元人民幣至900萬元人民幣。另一方面，愛店口岸還是中國面向越南以至東南亞國家聯盟當中規模最大和品種最多的中草藥集散地，其出口額占廣西地區中草藥出口總額約九成。